# Vitali Neagu
Vitali Neagu (în rusă Виталий Николаевич Нягу; n. 24 aprilie 1976, Slobozia, raionul Slobozia, RSS Moldovenească) este un politician transnistrean, care din 8 iulie 2021 este ministrul afacerilor interne al autoproclamatei Republici Moldovenești Nistrene (RMN). 

## Biografie
S-a născut în 1976 în Slobozia, în stânga Nistrului, într-o familie moldovenească. A studiat dreptul la Universitatea de Stat din Transnistria. 
În 1997 intră în serviciul parchetului din raionul Slobozia, ajungând procuror, apoi judecător al Tribunalului Raional Slobozia. În perioada 2006-2008 era judecător al Curții Supreme a RMN, apoi, în perioada 2008-2012 consilier juridic al companiei Sheriff. Ulterior avea să lucreze ca avocat.
În perioada 2016-2021 a fost președinte al Comitetului Vamal de Stat al RMN. Din 8 iulie 2021 este ministru de interne al RMN. Tot în această dată, „președintele” transnistrean Vadim Krasnoselski l-a înaintat în gradul de general-maior de poliție.
Vitali Neagu este adept al conceptului „lumea rusă”. Conform propriilor declarații, Comitetul Vamal de Stat nu apără doar interesele RMN, ci și interesele Rusiei, Neagu fiind de părere că Transnistria este „pământ rusesc.
Neagu este de confesiune ortodoxă. Este căsătorit și are 2 copii. 